# Heurtaultia rossiorum
Genre
Espèce
Heurtaultia rossiorum, unique représentant du genre Heurtaultia, est une espèce fossile de pseudoscorpions de la famille des Cheliferidae.

## Distribution
Cette espèce a été découverte dans l'ambre des Charentes à Archingeay en Charente-Maritime en France.
Elle date du Crétacé inférieur. Précisément de l'Albien terminal, soit il y a environ 100 Ma (millions d'années). Ce sont les plus anciens représentants connus de la super-famille des Cheliferoidea.

## Description
La carapace de l'holotype mesure 0,82 mm de long sur 0,53 mm.

## Étymologie
Cette espèce est nommée en l'honneur de Marie-Noëlle et Jean-Marc Rossi.
Ce genre est nommé en l'honneur de Jacqueline Heurtault.

## Publication originale
- Judson, 2009 : Cheliferoid pseudoscorpions (Arachnida Chelonethi) from the Lower Cretaceous of France. Geodiversitas, vol. 31, no 1, p. 61-71 (texte intégral) (en).